# Gneiskopf Peak
Gneiskopf Peak är en bergstopp i Antarktis. Den ligger i Östantarktis. Norge gör anspråk på området. Toppen på Gneiskopf Peak är 2 930 meter över havet, eller 227 meter över den omgivande terrängen. Bredden vid basen är 4,5 km.
Terrängen runt Gneiskopf Peak är kuperad åt nordväst, men åt sydost är den platt.  Trakten är obefolkad. Det finns inga samhällen i närheten. 